# David Szlezak
David Szlezak (* 19. April 1974 in Wien) ist ein ehemaliger österreichischer Handballspieler. Der verheiratete Diplom-Wirtschaftsinformatiker hat eine Körperlänge von 1,83 m und wiegt 82 kg. Er war Kapitän der österreichischen Handballnationalmannschaft.

## Karriere
Sein erstes Länderspiel bestritt er im August 1996 gegen Ungarn unter dem damaligen Trainer Niko Marković. Das 100. Länderspiel konnte er in seiner Heimatstadt Krems gegen Polen bestreiten. Insgesamt hat er 157 Länderspiele für Österreich absolviert. Szlezak ist Linkshänder und spielte auf der Position Rechtsaußen.
Nach der Saison 2007/08 bei den Rhein-Neckar Löwen beendete Szlezak seine aktive Karriere und wechselte in die Geschäftsstelle des Vereins. Im November 2008 wurde Szlezak jedoch von der TSV Hannover-Burgdorf reaktiviert, da der TSV auf der Rechtsaußenposition Verletzungssorgen hatte. Dort spielte er noch einmal bis zum Jahresende.
Szlezak ist seit dem Jahr 2010 bei der Europäischen Handballföderation im Marketing tätig. Im September 2016 übernahm er die Geschäftsführung der EHF Marketing GmbH.

## Erfolge
- Handballer des Jahres Österreich, 1996
- DHB-Pokalfinalist 2006, 2007
- EHF Cupwinner´s Finalist 2008

## Bundesligabilanz
| Saison  | Verein                   | Spielklasse | Spiele | Tore | 7-M. | Feldtore |
| ------- | ------------------------ | ----------- | ------ | ---- | ---- | -------- |
| 2001–04 | Frisch Auf! Göppingen    | Bundesliga  | 94     | 345  | 108  | 237      |
| 2004–05 | HBW Balingen-Weilstetten | 2. BL Süd   | 33     | 266  | 130  | 136      |
| 2005–08 | Rhein-Neckar Löwen       | Bundesliga  | 84     | 251  | 82   | 169      |
| 2001–08 | gesamt                   | Bundesliga  | 163    | 545  | 159  | 386      |